# 甲信地方

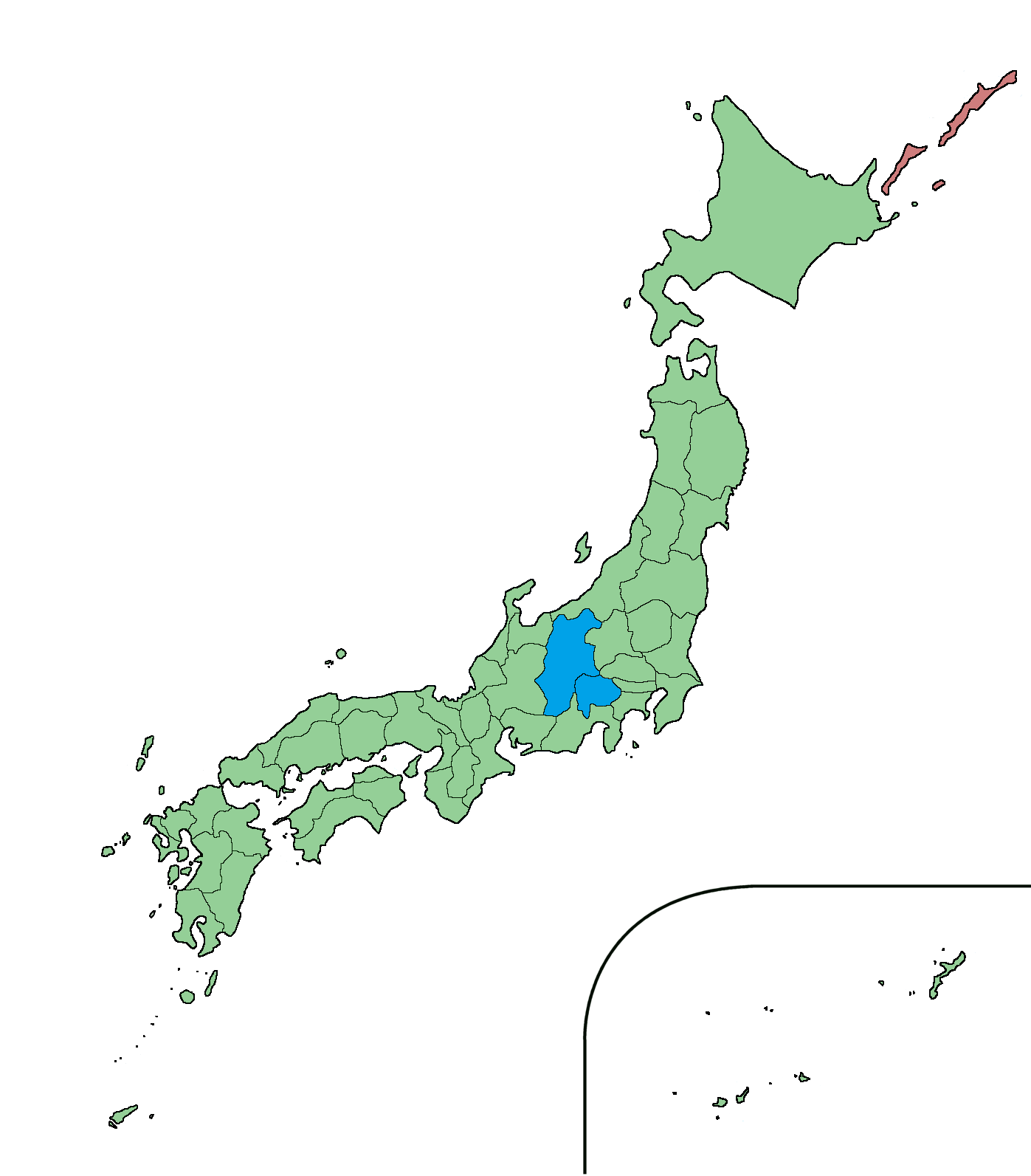
甲信地方

甲信地方（日语：／ Kōshin Chihō）是日本地理分區之一，為山梨縣、長野縣等兩個位於本州中部内陸的縣份之合稱。
也有人用五畿七道中的東山道來稱呼此地為「東山地方」，但較少使用。「甲信」這個名字，來自東山道代表性的兩個令制國——甲斐國與信濃國的首字，「甲」指涉山梨縣、「信」指涉長野縣。
常與關東地方合稱為「關東甲信地方」，或與新潟縣合稱為「甲信越地方」。